# Tine Zwaan
Tine Zwaan (née le 17 juin 1947) est une joueuse de tennis néerlandaise, professionnelle dans les années 1970.

## Palmarès

### Titre en simple dames
Aucun

### Finale en simple dames
| No | Date       | Nom et lieu du tournoi | Catégorie | Surface      | Vainqueure     | Score    |  |
| -- | ---------- | ---------------------- | --------- | ------------ | -------------- | -------- |  |
| 1  | 07-10-1974 | Melia Trophy, Madrid   |           | Terre (ext.) | Helga Masthoff | 6-2, 6-4 |  |

### Titre en double dames
| No | Date       | Nom et lieu du tournoi         | Catégorie | Surface      | Partenaire | Finalistes                 | Score    |          |
| -- | ---------- | ------------------------------ | --------- | ------------ | ---------- | -------------------------- | -------- | -------- |
| 1  | 21-11-1978 | Queensland State Open Brisbane |           | Gazon (ext.) | Elly Appel | Sue Barker Wendy Gilchrist | 7-5, 6-2 | Parcours |

### Finale en double dames
Aucune

## Parcours en Grand Chelem

### En simple dames
| Année | Open d'Australie | Open d'Australie | Internationaux de France | Internationaux de France | Wimbledon       | Wimbledon       | US Open         | US Open          |
| 1969  | -                | -                | -                        | -                        | 2e tour (1/32)  | Olga Morozova   | -               | -                |
| 1974  | -                | -                | -                        | -                        | 3e tour (1/16)  | Raquel Giscafré | 2e tour (1/16)  | Evonne Goolagong |
| 1975  | -                | -                | -                        | -                        | 2e tour (1/32)  | Kathy May       | 2e tour (1/16)  | V. Ziegenfuss    |
| 1976  | -                | -                | -                        | -                        | 1er tour (1/64) | Jackie Fayter   | 1er tour (1/64) | Iris Riedel      |

À droite du résultat, l’ultime adversaire.

### En double dames
| Année | Open d'Australie | Open d'Australie | Internationaux de France | Internationaux de France | Wimbledon                  | Wimbledon                 | US Open                     | US Open                  |
| 1974  | -                | -                | -                        | -                        | -                          | -                         | 2e tour (1/8) Elly Appel    | P. Bostrom Wendy Overton |
| 1975  | -                | -                | -                        | -                        | 1er tour (1/32) Elly Appel | Rosie Casals B. J. King   | 1er tour (1/16) R. Giscafré | N. Chmyreva M. Kroschina |
| 1976  | -                | -                | -                        | -                        | 2e tour (1/16) Elly Appel  | Joyce Barclay Winnie Shaw | -                           | -                        |

Sous le résultat, la partenaire ; à droite, l’ultime équipe adverse.

### En double mixte
| Année | Open d'Australie | Open d'Australie | Internationaux de France | Internationaux de France | Wimbledon                  | Wimbledon                 | US Open | US Open |
| 1973  | n/a              | n/a              | -                        | -                        | 2e tour (1/32) Fred Hemmes | Jill Cooper Ken Fletcher  | -       | -       |
| 1974  | n/a              | n/a              | -                        | -                        | 3e tour (1/16) Rolf Thung  | B. J. King Owen Davidson  | -       | -       |
| 1975  | n/a              | n/a              | -                        | -                        | 1er tour (1/32) Rolf Thung | Gail Sherriff Jean Lovera | -       | -       |

Sous le résultat, le partenaire ; à droite, l’ultime équipe adverse.

## Parcours aux Masters

### En simple dames
| # | Date       | Nom de l'édition                         | ($)     | Surface      | Résultat      | Ultime adversaire | Score    |          |
| - | ---------- | ---------------------------------------- | ------- | ------------ | ------------- | ----------------- | -------- | -------- |
| 1 | 15/10/1973 | Virginia Slims Championships, Boca Raton | 110 000 | Terre (ext.) | 2e tour (1/8) | Kerry Melville    | 6-4, 6-1 | Parcours |

### En double dames
| # | Date       | Nom de l'édition                        | ($)     | Surface      | Résultat       | Partenaire       | Ultimes adversaires           | Score    |          |
| - | ---------- | --------------------------------------- | ------- | ------------ | -------------- | ---------------- | ----------------------------- | -------- | -------- |
| 1 | 15/10/1973 | Virginia Slims Championships Boca Raton | 110 000 | Terre (ext.) | 1er tour (1/8) | Patricia Bostrom | Jeanne Evert Kathy Kuykendall | 6-4, 6-3 | Parcours |

## Parcours en Coupe de la Fédération
| #                                                                         | Date       | Lieu            | Surface         | Gagnante(s)                   | Perdante(s)                             | Score    |          |
|                                                                           |            |                 |                 |                               |                                         |          |          |
| 1973 - 1/4 de finale (groupe mondial) - Afrique du Sud - Pays-Bas - 3 : 0 |            |                 |                 |                               |                                         |          |          |
| 1                                                                         | 04/05/1973 | Bad Homburg     | Terre (ext.)    | Ilana Kloss Pat Pretorius     | Trudy Groenman Tine Zwaan               | 6-4, 6-0 | Parcours |
|                                                                           |            |                 |                 |                               |                                         |          |          |
| 1975 - 1er tour (groupe mondial) - Uruguay - Pays-Bas - 1 : 2             |            |                 |                 |                               |                                         |          |          |
| 2                                                                         | 05/05/1975 | Aix-en-Provence | Terre (ext.)    | Elly Appel Tine Zwaan         | Fiorella Bonicelli Guarino de Galeazzi  | 6-1, 7-5 | Parcours |
|                                                                           |            |                 |                 |                               |                                         |          |          |
| 1976 - 1er tour (groupe mondial) - Pays-Bas - Brésil - 3 : 0              |            |                 |                 |                               |                                         |          |          |
| 3                                                                         | 22/08/1976 | Philadelphie    | Moquette (int.) | Betty Stöve Tine Zwaan        | Vera-Lucia Giugni Pat Medrado           | 6-2, 6-1 | Parcours |
|                                                                           |            |                 |                 |                               |                                         |          |          |
| 1976 - 2e tour (groupe mondial) - Pays-Bas - Argentine - 3 : 0            |            |                 |                 |                               |                                         |          |          |
| 4                                                                         | 22/08/1976 | Philadelphie    | Moquette (int.) | Tine Zwaan                    | Viviana Gonzalez                        | 6-1, 6-4 | Parcours |
|                                                                           |            |                 |                 |                               |                                         |          |          |
| 1976 - 1/4 de finale (groupe mondial) - Danemark - Pays-Bas - 1 : 2       |            |                 |                 |                               |                                         |          |          |
| 5                                                                         | 22/08/1976 | Philadelphie    | Moquette (int.) | Anne-Mette Sorensen           | Tine Zwaan                              | 6-3, 7-6 | Parcours |
| 5                                                                         | 22/08/1976 | Philadelphie    | Moquette (int.) | Betty Stöve Tine Zwaan        | Anne-Mette Sorensen Helle Sparre-Viragh | 6-1, 6-3 | Parcours |
|                                                                           |            |                 |                 |                               |                                         |          |          |
| 1976 - 1/2 finale (groupe mondial) - États-Unis - Pays-Bas - 3 : 0        |            |                 |                 |                               |                                         |          |          |
| 6                                                                         | 22/08/1976 | Philadelphie    | Moquette (int.) | Rosie Casals Billie Jean King | Betty Stöve Tine Zwaan                  | 6-1, 6-4 | Parcours |
|                                                                           |            |                 |                 |                               |                                         |          |          |
| 1978 - 1er tour (groupe mondial) - Pays-Bas - Mexique - 3 : 0             |            |                 |                 |                               |                                         |          |          |
| 7                                                                         | 27/11/1978 | Melbourne       |                 | Betty Stöve Tine Zwaan        | Alina Baraldi Alejandra Vallejo         | 6-1, 6-2 | Parcours |
|                                                                           |            |                 |                 |                               |                                         |          |          |
| 1978 - 2e tour (groupe mondial) - Pays-Bas - Chili - 3 : 0                |            |                 |                 |                               |                                         |          |          |
| 8                                                                         | 27/11/1978 | Melbourne       |                 | Betty Stöve Tine Zwaan        | Leyla Musalem Silvana Urroz             | 6-1, 6-1 | Parcours |
|                                                                           |            |                 |                 |                               |                                         |          |          |
| 1978 - 1/4 de finale (groupe mondial) - Australie - Pays-Bas - 3 : 0      |            |                 |                 |                               |                                         |          |          |
| 9                                                                         | 27/11/1978 | Melbourne       |                 | Kerry Reid Wendy Turnbull     | Betty Stöve Tine Zwaan                  | 6-2, 6-4 | Parcours |